# Membri dell'Académie française per seggio
Lista dei membri dell'Académie française per seggio.

## Seggio 1
1. 1635 - 1643 : Pierre Séguier
2. 1643 - 1684 : Claude Bazin de Bezons
3. 1684 - 1711 : Nicolas Boileau
4. 1711 - 1718 : Jean d'Estrées
5. 1718 - 1721 : Marc-René de Voyer de Paulmy d'Argenson
6. 1721 - 1753 : Jean-Joseph Languet de Gergy
7. 1753 - 1788 : Georges-Louis Leclerc de Buffon
8. 1788 - 1794 : Félix Vicq d'Azyr
9. 1803 - 1810 : François-Urbain Domergue
10. 1810 - 1810 : Ange-François Fariau de Saint-Ange
11. 1811 - 1834 : François-Auguste Parseval-Grandmaison
12. 1835 - 1856 : Narcisse-Achille de Salvandy
13. 1857 - 1889 : Émile Augier
14. 1890 - 1923 : Charles de Freycinet
15. 1924 - 1941 : Émile Picard
16. 1944 - 1987 : Louis de Broglie
17. 1988 - 1996 : Michel Debré
18. 1997 - 1997 : François Furet
19. 1998 - 2007 : René Rémond
20. 2008 -  ....... : Claude Dagens

## Seggio 2
1. 1634 - 1675 : Valentin Conrart
2. 1675 - 1701 : Toussaint Rose
3. 1701 - 1727 : Louis de Sacy
4. 1728 - 1755 : Montesquieu
5. 1755 - 1775 : Jean-Baptiste Vivien de Châteaubrun
6. 1775 - 1788 : François Jean de Chastellux
7. 1788 - 1794 : Aimar-Charles-Marie de Nicolaï
8. 1803 - 1828 : Nicolas-Louis François de Neufchâteau
9. 1828 - 1873 : Pierre-Antoine Lebrun
10. 1874 - 1895 : Alexandre Dumas fils
11. 1896 - 1907 : André Theuriet
12. 1908 - 1926 : Jean Richepin
13. 1927 - 1954 : Émile Mâle
14. 1955 - 1961 : François Albert-Buisson
15. 1962 - 1970 : Marc Boegner
16. 1972 - 1986 : René de La Croix de Castries
17. 1987 - 1995 : André Frossard
18. 1996 - 2012 : Héctor Bianciotti
19. 2013 -  ....... : Dany Laferrière

## Seggio 3
1. 1634 - 1653 : Jacques de Serisay
2. 1654 - 1697 : Paul-Philippe de Chaumont
3. 1697 - 1707 : Louis Cousin
4. 1707 - 1719 : Jacques-Louis de Valon
5. 1719 - 1744 : Nicolas Gédoyn
6. 1744 - 1794 : François-Joachim de Pierre de Bernis
7. 1803 - 1822 : Roch-Ambroise Cucurron Sicard
8. 1822 - 1841 : Denis Frayssinous
9. 1842 - 1862 : Étienne-Denis Pasquier
10. 1863 - 1881 : Jules Dufaure
11. 1881 - 1899 : Victor Cherbuliez
12. 1900 - 1916 : Émile Faguet
13. 1918 - 1929 : Georges Clemenceau
14. 1930 - 1955 : André Chaumeix
15. 1955 - 1970 : Jérôme Carcopino
16. 1971 - 1978 : Roger Caillois
17. 1980 - 1987 : Marguerite Yourcenar
18. 1989 - 2021 : Jean-Denis Bredin

## Seggio 4
1. 1634 - 1676 : Jean Desmarets de Saint-Sorlin
2. 1676 - 1688 : Jean-Jacques de Mesmes
3. 1688 - 1706 : Jean Testu de Mauroy
4. 1706 - 1718 : Camille Le Tellier de Louvois
5. 1718 - 1742 : Jean-Baptiste Massillon
6. 1742 - 1798 : Louis-Jules Mancini-Mazarini
7. 1803 - 1812 : Gabriel-Marie Legouvé
8. 1812 - 1842 : Alexandre Duval
9. 1842 - 1847 : Pierre-Simon Ballanche
10. 1848 - 1848 : Jean Vatout
11. 1849 - 1851 : Alexis de Saint-Priest
12. 1852 - 1868 : Pierre-Antoine Berryer
13. 1869 - 1882 : Franz de Champagny
14. 1882 - 1893 : Charles de Mazade
15. 1894 - 1905 : José-Maria de Hérédia
16. 1906 - 1923 : Maurice Barrès
17. 1925 - 1941 : Louis Bertrand
18. 1946 - 1952 : Jean Tharaud
19. 1952 - 1967 : Alphonse Juin
20. 1968 - 1984 : Pierre Emmanuel
21. 1985 - 1992 : Jean Hamburger
22. 1993 - 1994 : Albert Decourtray
23. 1995 - 2007 : Jean-Marie Lustiger
24. 2008 -  ....... : Jean-Luc Marion

## Seggio 5
1. 1634 - 1666 : Jean Ogier de Gombauld
2. 1666 - 1712 : Paul Tallemant le Jeune
3. 1712 - 1748 : Antoine Danchet
4. 1748 - 1777 : Jean-Baptiste Gresset
5. 1777 - 1785 : Claude-François-Xavier Millot
6. 1785 - 1819 : André Morellet
7. 1819 - 1826 : Pierre-Édouard Lémontey
8. 1826 - 1830 : Joseph Fourier
9. 1830 - 1867 : Victor Cousin
10. 1867 - 1880 : Jules Favre
11. 1880 - 1906 : Edmond Rousse
12. 1907 - 1916 : Pierre de Ségur
13. 1920 - 1927 : Robert de Flers
14. 1927 - 1956 : Louis Madelin
15. 1956 - 1959 : Robert Kemp
16. 1960 - 1997 : René Huyghe
17. 1998 - 2002 : Georges Vedel
18. 2005 - 2015 : Assia Djebar
19. 2016 -  ........ : Andreï Makine

## Seggio 6
1. 1634 - 1662 : François Le Métel de Boisrobert
2. 1662 - 1701 : Jean Regnault de Segrais
3. 1701 - 1723 : Jean Galbert de Campistron
4. 1723 - 1754 : Philippe Néricault Destouches
5. 1754 - 1758 : Louis de Boissy
6. 1758 - 1781 : Jean-Baptiste de La Curne de Sainte-Palaye
7. 1781 - 1794 : Sébastien-Roch Nicolas de Chamfort
8. 1803 - 1815 : Pierre-Louis Roederer
9. 1816 - 1830 : Pierre-Marc-Gaston de Lévis
10. 1830 - 1873 : Philippe-Paul de Ségur
11. 1873 - 1887 : Louis de Viel-Castel
12. 1888 - 1892 : Edmond Jurien de La Gravière
13. 1892 - 1922 : Ernest Lavisse
14. 1923 - 1930 : Georges de Porto-Riche
15. 1931 - 1962 : Pierre Benoît
16. 1963 - 1968 : Jean Paulhan
17. 1970 - 1994 : Eugène Ionesco
18. 1995 - 2020 : Marc Fumaroli
19. 2024 - ........ : Christian Jambet

## Seggio 7
1. 1634 - 1674 : Jean Chapelain
2. 1674 - 1691 : Isaac de Benserade
3. 1691 - 1705 : Étienne Pavillon
4. 1705 - 1714 : Fabio Brulart de Sillery
5. 1715 - 1726 : Henri Jacques Nompar de Caumont
6. 1726 - 1760 : Jean-Baptiste de Mirabaud
7. 1760 - 1786 : Claude-Henri Watelet
8. 1786 - 1793 : Michel-Jean Sedaine
9. 1803 - 1806 : Jean-François Collin d'Harleville
10. 1806 - 1829 : Pierre Daru
11. 1829 - 1869 : Alphonse de Lamartine
12. 1870 - 1913 : Émile Ollivier
13. 1914 - 1941 : Henri Bergson
14. 1945 - 1954 : Édouard Le Roy
15. 1955 - 1965 : Daniel-Rops
16. 1966 - 1972 : Pierre-Henri Simon
17. 1973 - 1987 : André Roussin
18. 1988 - 2010 : Jacqueline de Romilly
19. 2012 -  ....... : Jules Hoffmann

## Seggio 8
1. 1634 - 1647 : Claude Malleville
2. 1648 - 1675 : Jean Ballesdens
3. 1675 - 1684 : Géraud de Cordemoy
4. 1684 - 1694 : Jean-Louis Bergeret
5. 1694 - 1743 : Charles-Irénée Castel de Saint-Pierre
6. 1743 - 1759 : Pierre Louis Moreau de Maupertuis
7. 1759 - 1784 : Jean-Jacques Lefranc de Pompignan
8. 1784 - 1793 : Jean-Sifrein Maury
9. 1803 - 1814 : Michel Regnaud de Saint-Jean d'Angély
10. 1816 - 1827 : Pierre-Simon de Laplace
11. 1827 - 1845 : Pierre-Paul Royer-Collard
12. 1846 - 1875 : Charles de Rémusat
13. 1875 - 1896 : Jules Simon
14. 1897 - 1914 : Albert de Mun
15. 1918 - 1942 : Alfred Baudrillart
16. 1946 - 1946 : Octave Aubry
17. 1946 - 1957 : Édouard Herriot
18. 1959 - 1977 : Jean Rostand
19. 1978 - 2016 : Michel Déon
20. 2019 - ........ : Daniel Rondeau

## Seggio 9
1. 1634 - 1646 : Nicolas Faret
2. 1646 - 1658 : Pierre Du Ryer
3. 1658 - 1714 : César d'Estrées
4. 1715 - 1737 : Victor Marie d'Estrées
5. 1738 - 1741 : Charles Armand René de La Trémoille
6. 1741 - 1756 : Armand de Rohan-Soubise
7. 1756 - 1788 : Antoine de Malvin de Montazet
8. 1788 - 1815 : Stanislas de Boufflers
9. 1815 - 1854 : Pierre Baour-Lormian
10. 1855 - 1867 : François Ponsard
11. 1868 - 1877 : Joseph Autran
12. 1877 - 1908 : Victorien Sardou
13. 1909 - 1941 : Marcel Prévost
14. 1945 - 1961 : Émile Henriot
15. 1962 - 1978 : Jean Guéhenno
16. 1979 - 2016 : Alain Decaux
17. 2018 - ........ : Patrick Grainville

## Seggio 10
1. 1634 - 1672 : Antoine Godeau
2. 1672 - 1710 : Esprit Fléchier
3. 1710 - 1727 : Henri de Nesmond
4. 1727 - 1749 : Jean-Jacques Amelot de Chaillou
5. 1749 - 1761 : Charles Louis Auguste Fouquet de Belle-Isle
6. 1761 - 1770 : Nicolas-Charles-Joseph Trublet
7. 1770 - 1793 : Jean-François de Saint-Lambert
8. 1803 - 1815 : Hugues-Bernard Maret
9. 1816 - 1835 : Joseph Henri Joachim Lainé
10. 1836 - 1851 : Emmanuel Dupaty
11. 1852 - 1857 : Alfred de Musset
12. 1858 - 1883 : Victor de Laprade
13. 1884 - 1908 : François Coppée
14. 1909 - 1921 : Jean Aicard
15. 1924 - 1933 : Camille Jullian
16. 1934 - 1960 : Léon Bérard
17. 1961 - 1999 : Jean Guitton
18. 2000 - 2025 : Florence Delay

## Seggio 11
1. 1634 : Philippe Habert
2. 1639 : Jacques Esprit
3. 1678 : Jacques Nicolas Colbert
4. 1707 : Claude-François Fraguier
5. 1728 : Charles d'Orléans de Rothelin
6. 1744 : Gabriel Girard
7. 1748 : Antoine-René de Voyer de Paulmy d'Argenson
8. 1787 : Henri Cardin Jean-Baptiste d'Aguesseau
9. 1826 : Charles Brifaut
10. 1858 : Jules Sandeau
11. 1884 : Edmond About
12. 1886 : Léon Say
13. 1896 : Albert Vandal
14. 1911 : Denys Cochin
15. 1922 : Georges Goyau
16. 1940 : Paul Hazard
17. 1946 : Maurice Garçon
18. 1968 : Paul Morand
19. 1977 : Alain Peyrefitte
20. 2001 -  2025 : Gabriel de Broglie

## Seggio 12
1. 1634 : Germain Habert
2. 1655 : Charles Cotin
3. 1682 : Louis de Courcillon de Dangeau
4. 1723 : Charles Jean Baptiste Fleuriau de Morville
5. 1732 : Jean Terrasson
6. 1750 : Claude de Thiard de Bissy
7. 1810 : Joseph-Alphonse Esménard
8. 1811 : Charles de Lacretelle
9. 1856 : Jean-Baptiste Biot
10. 1863 : Louis de Carné
11. 1876 : Charles Blanc
12. 1882 : Édouard Pailleron
13. 1900 : Paul Hervieu
14. 1918 : François de Curel
15. 1930 : Charles Le Goffic
16. 1932 : Abel Bonnard
17. 1946 : Jules Romains
18. 1973 -  2017 : Jean d'Ormesson
19. 2021: Chantal Thomas

## Seggio 13
1. 1634 : Claude-Gaspard Bachet de Méziriac
2. 1639 : François de La Mothe Le Vayer
3. 1672 : Jean Racine
4. 1699 : Jean-Baptiste-Henri de Valincour
5. 1730 : Jean-François Leriget de La Faye
6. 1731 : Prosper Jolyot de Crébillon
7. 1762 : Claude-Henri de Fusée de Voisenon
8. 1776 : Jean de Dieu-Raymond de Boisgelin de Cucé
9. 1804 : Jean-Baptiste Dureau de La Malle
10. 1807 : Louis-Benoît Picard
11. 1829 : Antoine-Vincent Arnault
12. 1834 : Eugène Scribe
13. 1862 : Octave Feuillet
14. 1891 : Pierre Loti
15. 1924 : Albert Besnard
16. 1935 : Louis Gillet
17. 1946 : Paul Claudel
18. 1956 : Wladimir d'Ormesson
19. 1974 : Maurice Schumann
20. 1999 : Pierre Messmer
21. 2008 - 2017: Simone Veil
22. 2020 : Maurizio Serra

## Seggio 14
1. 1634 : François Maynard
2. 1647 : Pierre Corneille
3. 1684 : Thomas Corneille
4. 1710 : Antoine Houdar de La Motte
5. 1732 : Michel-Celse-Roger de Bussy-Rabutin
6. 1736 : Étienne Lauréault de Foncemagne
7. 1779 : Michel Paul Guy de Chabanon
8. 1803 : Jacques-André Naigeon
9. 1810 : Népomucène Lemercier
10. 1841 : Victor Hugo
11. 1886 : Leconte de Lisle
12. 1894 : Henry Houssaye
13. 1912 : Hubert Lyautey
14. 1934 : Louis Franchet d'Espèrey
15. 1946 : Robert d'Harcourt
16. 1966 : Jean Mistler
17. 1990 -  ....... : Hélène Carrère d'Encausse

## Seggio 15
1. 1634 : Guillaume Bautru
2. 1665 : Jacques Testu de Belval
3. 1706 : François-Joseph de Beaupoil de Sainte-Aulaire
4. 1743 : Jean-Jacques Dortous de Mairan
5. 1771 : François Arnaud
6. 1785 : Guy-Jean-Baptiste Target
7. 1806 : Jean-Sifrein Maury
8. 1816 : François-Xavier-Marc-Antoine de Montesquiou-Fézensac
9. 1832 : Antoine Jay
10. 1854 : Ustazade Silvestre de Sacy
11. 1880 : Eugène Labiche
12. 1888 : Henri Meilhac
13. 1898 : Henri Lavedan
14. 1946 : Ernest Seillière
15. 1956 : André Chamson
16. 1984 : Fernand Braudel
17. 1986 : Jacques Laurent
18. 2001 -  ....... : Frédéric Vitoux

## Seggio 16
1. 1634 : Jean Sirmond
2. 1649 : Jean de Montereul
3. 1651 : François Tallemant l'Aîné
4. 1693 : Simon de La Loubère
5. 1729 : Claude Sallier
6. 1761 : Jean-Gilles du Coëtlosquet
7. 1784 : Anne-Pierre de Montesquiou-Fézensac
8. 1803 : Antoine-Vincent Arnault
9. 1816 : Armand Emmanuel du Plessis de Richelieu
10. 1822 : Bon-Joseph Dacier
11. 1833 : Pierre-François Tissot
12. 1854 : Félix Dupanloup
13. 1878 : Gaston d'Audiffret-Pasquier
14. 1906 : Alexandre Ribot
15. 1923 : Henri-Robert
16. 1938 : Charles Maurras
17. 1953 : Antoine de Lévis-Mirepoix
18. 1983 : Léopold Sédar Senghor
19. 2003 -  2020 : Valéry Giscard d'Estaing
20. 2024 -  ....... : Raphaël Gaillard

## Seggio 17
1. 1634 : François de Cauvigny de Colomby
2. 1649 : Tristan L'Hermite
3. 1655 : Hippolyte-Jules Pilet de La Mesnardière
4. 1663 : François Honorat de Beauvilliers
5. 1687 : François-Timoléon de Choisy
6. 1724 : Antoine Portail
7. 1736 : Pierre-Claude Nivelle de La Chaussée
8. 1754 : Jean-Pierre de Bougainville
9. 1763 : Jean-François Marmontel
10. 1803 : Jean-Pierre Louis de Fontanes
11. 1821 : Abel-François Villemain
12. 1871 : Émile Littré
13. 1881 : Louis Pasteur
14. 1896 : Gaston Paris
15. 1903 : Frédéric Masson
16. 1924 : Georges Lecomte
17. 1959 : Jean Delay
18. 1988 : Jacques-Yves Cousteau
19. 1998 -  ....... : Érik Orsenna

## Seggio 18
1. 1634 : Jean Baudoin
2. 1650 : François Charpentier
3. 1702 : Jean-François de Chamillart
4. 1714 : Claude Louis Hector de Villars
5. 1734 : Honoré-Armand de Villars
6. 1770 : Étienne-Charles de Loménie de Brienne
7. 1803 : Jean-Girard Lacuée
8. 1841 : Alexis de Tocqueville
9. 1860 : Henri Lacordaire
10. 1862 : Albert de Broglie
11. 1901 : Melchior de Vogüé
12. 1918 : Ferdinand Foch
13. 1929 : Philippe Pétain
14. 1952 : André François-Poncet
15. 1978 : Edgar Faure
16. 1990 - 2019 : Michel Serres
17. 2021 - 2025 : Mario Vargas Llosa

## Seggio 19
1. 1634 : François d'Arbaud de Porchères
2. 1640 : Olivier Patru
3. 1681 : Nicolas Potier de Novion
4. 1693 : Philippe Goibaud-Dubois
5. 1694 : Charles Boileau
6. 1704 : Gaspard Abeille
7. 1718 : Nicolas-Hubert Mongault
8. 1746 : Charles Pinot Duclos
9. 1772 : Nicolas Beauzée
10. 1789 : Jean-Jacques Barthélemy
11. 1803 : Marie-Joseph Chénier
12. 1811 : François-René de Chateaubriand
13. 1849 : Paul de Noailles
14. 1886 : Édouard Hervé
15. 1899 : Paul Deschanel
16. 1923 : Charles Jonnart
17. 1928 : Maurice Paléologue
18. 1946 : Charles de Chambrun
19. 1953 : Fernand Gregh
20. 1960 : René Clair
21. 1982 : Pierre Moinot
22. 2008 - 2020 : Jean-Loup Dabadie
23. 2023 -  ....... : Sylviane Agacinski

## Seggio 20
1. 1634 : Paul Hay du Chastelet
2. 1637 : Nicolas Perrot d'Ablancourt
3. 1665 : Roger de Bussy-Rabutin
4. 1693 : Jean-Paul Bignon
5. 1743 : Armand-Jérôme Bignon
6. 1772 : Louis-Georges de Bréquigny
7. 1803 : Ponce-Denis Écouchard-Lebrun
8. 1807 : François Just Marie Raynouard
9. 1836 : François-Auguste Mignet
10. 1884 : Victor Duruy
11. 1895 : Jules Lemaître
12. 1919 : Henry Bordeaux
13. 1964 : Thierry Maulnier
14. 1990 : José Cabanis
15. 2001 - 2025 : Angelo Rinaldi

## Seggio 21
1. 1634 : Marin Le Roy de Gomberville
2. 1674 : Pierre-Daniel Huet
3. 1721 : Jean Boivin
4. 1726 : Paul-Hippolyte de Beauvilliers, duca di Saint-Aignan
5. 1776 : Charles-Pierre Colardeau
6. 1776 : Jean-François de La Harpe
7. 1803 : Pierre Louis de Lacretelle
8. 1824 : Joseph Droz
9. 1851 : Charles de Montalembert
10. 1871 : Enrico d'Orléans
11. 1898 : Eugène Guillaume
12. 1905 : Étienne Lamy
13. 1920 : André Chevrillon
14. 1959 : Marcel Achard
15. 1975 - 2012 : Félicien Marceau
16. 2014 - ....... : Alain Finkielkraut

## Seggio 22
1. 1634 : Marc-Antoine Girard de Saint-Amant
2. 1662 : Jacques Cassagne
3. 1679 : Louis de Verjus
4. 1710 : Jean-Antoine de Mesmes, conte d'Avaux
5. 1723 : Pierre-Joseph Alary
6. 1771 : Gabriel-Henri Gaillard
7. 1803 : Louis-Philippe de Ségur
8. 1830 : Jean-Pons-Guillaume Viennet
9. 1869 : Joseph d'Haussonville
10. 1884 : Ludovic Halévy
11. 1909 : Eugène Brieux
12. 1933 : François Mauriac
13. 1971 : Julien Green
14. 1999 - 2022 : René de Obaldia
15. 2025 - ........ : Alain Aspect

## Seggio 23
1. 1634 : Guillaume Colletet
2. 1659 : Gilles Boileau
3. 1670 : Jean de Montigny
4. 1671 : Charles Perrault
5. 1703 : Armand I de Rohan-Soubise
6. 1749 : Louis-Guy de Guérapin de Vauréal
7. 1760 : Charles Marie de La Condamine
8. 1774 : Jacques Delille
9. 1813 : Vincent Campenon
10. 1844 : Saint-Marc Girardin
11. 1874 : Alfred Mézières
12. 1918 : René Boylesve
13. 1927 : Abel Hermant
14. 1946 : Étienne Gilson
15. 1979 : Henri Gouhier
16. 1995 -  ....... : Pierre Rosenberg

## Seggio 24
1. 1634 : Jean de Silhon
2. 1667 : Jean-Baptiste Colbert
3. 1684 : Jean de La Fontaine
4. 1695 : Jules de Clérambault
5. 1714 : Guillaume Massieu
6. 1722 : Claude François Alexandre Houtteville
7. 1742 : Pierre Carlet de Chamblain de Marivaux
8. 1763 : Claude-François Lizarde de Radonvilliers
9. 1803 : Volney
10. 1820 : Claude-Emmanuel de Pastoret
11. 1841 : Louis de Sainte-Aulaire
12. 1855 : Victor de Broglie
13. 1870 : Prosper Duvergier de Hauranne
14. 1881 : Sully Prudhomme
15. 1908 : Henri Poincaré
16. 1914 : Alfred Capus
17. 1923 : Édouard Estaunié
18. 1944 : Louis Pasteur Vallery-Radot
19. 1971 : Étienne Wolff
20. 1997 : Jean-François Revel
21. 2007 -  2017 : Max Gallo
22. 2020 -  ........ : François Sureau

## Seggio 25
1. 1634 : Claude de L'Estoile
2. 1652 : Armand de Camboust
3. 1702 : Pierre de Camboust
4. 1710 : Henri-Charles de Coislin
5. 1733 : Jean-Baptiste Surian
6. 1754 : Jean Baptiste Le Rond d'Alembert
7. 1783 : Marie-Gabriel-Florent-Auguste de Choiseul-Gouffier
8. 1803 : Jean-Étienne-Marie Portalis
9. 1807 : Pierre Laujon
10. 1811 : Charles-Guillaume Étienne
11. 1816 : Marie-Gabriel-Florent-Auguste de Choiseul-Gouffier
12. 1817 : Jean-Louis Laya
13. 1833 : Charles Nodier
14. 1844 : Prosper Mérimée
15. 1871 : Louis de Loménie
16. 1878 : Hippolyte Taine
17. 1894 : Albert Sorel
18. 1907 : Maurice Donnay
19. 1946 : Marcel Pagnol
20. 1975 : Jean Bernard
21. 2007 -  ....... : Dominique Fernandez

## Seggio 26
1. 1634 : Amable de Bourzeis
2. 1672 : Jean Gallois
3. 1707 : Edme Mongin
4. 1746 : Jean Ignace de La Ville
5. 1774 : Jean Baptiste Antoine Suard
6. 1817 : François Roger
7. 1842 : Henri Patin
8. 1876 : Gaston Boissier
9. 1909 : René Doumic
10. 1938 : André Maurois
11. 1968 : Marcel Arland
12. 1987 : Georges Duby
13. 1997 -  ....... : Jean-Marie Rouart

## Seggio 27
1. 1634 : Abel Servien
2. 1659 : Jean-Jacques Renouard de Villayer
3. 1691 : Bernard Le Bouyer de Fontenelle
4. 1757 : Antoine-Louis Séguier
5. 1803 : Jacques-Henri Bernardin de Saint-Pierre
6. 1814 : Étienne Aignan
7. 1824 : Alexandre Soumet
8. 1845 : Ludovic Vitet
9. 1874 : Elme-Marie Caro
10. 1888 : Paul-Gabriel d'Haussonville
11. 1925 : Auguste de La Force
12. 1962 : Joseph Kessel
13. 1980 : Michel Droit
14. 2001 - 2025 : Pierre Nora

## Seggio 28
1. 1634 : Jean-Louis Guez de Balzac
2. 1654 : Hardouin de Péréfixe de Beaumont
3. 1671 : François de Harlay de Champvallon
4. 1695 : André Dacier
5. 1722 : Guillaume Dubois
6. 1723 : Charles-Jean-François Hénault
7. 1771 : Charles Juste de Beauvau-Craon
8. 1803 : Philippe-Antoine Merlin de Douai
9. 1816 : Antoine-François-Claude Ferrand
10. 1825 : Casimir Delavigne
11. 1844 : Charles-Augustin Sainte-Beuve
12. 1870 : Jules Janin
13. 1875 : John Lemoinne
14. 1893 : Ferdinand Brunetière
15. 1907 : Henri Barboux
16. 1911 : Henry Roujon
17. 1918 : Louis Barthou
18. 1935 : Claude Farrère
19. 1959 : Henri Troyat
20. 2008 -  ....... : Jean-Christophe Rufin

## Seggio 29
1. 1634 : Pierre Bardin
2. 1637 : Nicolas Bourbon
3. 1644 : François-Henri Salomon de Virelade
4. 1670 : Philippe Quinault
5. 1688 : François de Callières
6. 1717 : André-Hercule de Fleury
7. 1743 : Paul d'Albert de Luynes
8. 1788 : Jean-Pierre Claris de Florian
9. 1803 : Jean-François Cailhava de L'Estandoux
10. 1813 : Joseph-François Michaud
11. 1840 : Marie-Jean-Pierre Flourens
12. 1868 : Claude Bernard
13. 1878 : Ernest Renan
14. 1893 : Paul-Armand Challemel-Lacour
15. 1897 : Gabriel Hanotaux
16. 1944 : André Siegfried
17. 1960 : Henry de Montherlant
18. 1973 : Claude Lévi-Strauss
19. 2011 -  ....... : Amin Maalouf

## Seggio 30
1. 1634 : Honorat de Bueil de Racan
2. 1670 : François-Séraphin Régnier-Desmarais
3. 1713 : Bernard de La Monnoye
4. 1728 : Michel Poncet de La Rivière
5. 1730 : Jacques Hardion
6. 1766 : Antoine Léonard Thomas
7. 1785 : Jacques-Antoine-Hippolyte de Guibert
8. 1803 : Jean-Jacques-Régis de Cambacérès
9. 1816 : Louis de Bonald
10. 1841 : Jacques-François Ancelot
11. 1855 : Ernest Legouvé
12. 1903 : René Bazin
13. 1932 : G. Lenotre
14. 1935 : Georges Duhamel
15. 1966 : Maurice Druon
16. 2011 -  ....... : Danièle Sallenave

## Seggio 31
1. 1634 : Pierre de Boissat
2. 1662 : Antoine Furetière
3. 1688 : Jean de La Chapelle
4. 1723 : Pierre-Joseph Thoulier d'Olivet
5. 1768 : Étienne Bonnot de Condillac
6. 1780 : Louis-Élisabeth de La Vergne de Tressan
7. 1783 : Jean Sylvain Bailly
8. 1803 : Emmanuel-Joseph Sieyès
9. 1816 : Gérard de Lally-Tollendal
10. 1830 : Jean-Baptiste Sanson de Pongerville
11. 1870 : Xavier Marmier
12. 1893 : Henri de Bornier
13. 1901 : Edmond Rostand
14. 1920 : Joseph Bédier
15. 1938 : Jérôme Tharaud
16. 1955 : Jean Cocteau
17. 1964 : Jacques Rueff
18. 1978 - 2011 : Jean Dutourd
19. 2013 -  ....... : Michael Edwards

## Seggio 32
1. 1634 : Claude Favre de Vaugelas
2. 1650 : Georges de Scudéry
3. 1667 : Philippe de Courcillon
4. 1720 : Louis François Armand de Vignerot du Plessis de Richelieu
5. 1788 : François-Henri d'Harcourt
6. 1803 : Lucien Bonaparte
7. 1816 : Louis Simon Auger
8. 1829 : Charles-Guillaume Étienne
9. 1845 : Alfred de Vigny
10. 1865 : Camille Doucet
11. 1896 : Charles-Albert Costa de Beauregard
12. 1911 : Hippolyte Langlois
13. 1912 : Émile Boutroux
14. 1922 : Pierre de Nolhac
15. 1936 : Georges-François-Xavier-Marie Grente
16. 1960 : Henri Massis
17. 1971 : Georges Izard
18. 1974 : Robert Aron
19. 1976 : Maurice Rheims
20. 2004 : Alain Robbe-Grillet
21. 2009 -  2019 : François Weyergans
22. 2021 : Pascal Ory

## Seggio 33
1. 1634 : Vincent Voiture
2. 1648 : François Eudes de Mézeray
3. 1683 : Jean Barbier d'Aucour
4. 1694 : François de Clermont-Tonnerre
5. 1701 : Nicolas de Malézieu
6. 1727 : Jean Bouhier
7. 1746 : Voltaire
8. 1778 : Jean-François Ducis
9. 1816 : Raymond de Sèze
10. 1828 : Prosper de Barante
11. 1867 : Joseph Gratry
12. 1873 : Saint-René Taillandier
13. 1880 : Maxime Du Camp
14. 1894 : Paul Bourget
15. 1936 : Edmond Jaloux
16. 1950 : Jean-Louis Vaudoyer
17. 1964 : Marcel Brion
18. 1985 - 2011 : Michel Mohrt
19. 2013 -  ....... : Dominique Bona

## Seggio 34
1. 1634 : Honorat de Porchères Laugier
2. 1653 : Paul Pellisson
3. 1693 : Fénelon
4. 1715 : Claude Gros de Boze
5. 1753 : Luigi di Borbone-Condé
6. 1771 : Pierre Laurent Buirette de Belloy
7. 1775 : Emmanuel-Félicité de Durfort
8. 1803 : Dominique-Joseph Garat
9. 1816 : Louis-François de Bausset-Roquefort
10. 1824 : Hyacinthe-Louis de Quélen
11. 1840 : Louis-Mathieu Molé
12. 1856 : Alfred de Falloux
13. 1886 : Octave Gréard
14. 1904 : Émile Gebhart
15. 1909 : Raymond Poincaré
16. 1935 : Jacques Bainville
17. 1936 : Joseph de Pesquidoux
18. 1946 : Maurice Genevoix
19. 1981 : Jacques de Bourbon Busset
20. 2002 -  ....... : François Cheng

## Seggio 35
1. 1634 : Henri Louis Habert de Montmor
2. 1679 : Louis de Lavau
3. 1694 : François Lefebvre de Caumartin
4. 1733 : François-Augustin de Paradis de Moncrif
5. 1771 : Armand de Roquelaure
6. 1818 : Georges Cuvier
7. 1832 : André Dupin
8. 1866 : Alfred-Auguste Cuvillier-Fleury
9. 1888 : Jules Claretie
10. 1918 : Joseph Joffre
11. 1931 : Maxime Weygand
12. 1966 : Louis Leprince-Ringuet
13. 2001 - 2020 : Yves Pouliquen
14. 2022 -  ....... : Antoine Compagnon

## Seggio 36
1. 1634 : Marin Cureau de La Chambre
2. 1670 : Pierre Cureau de La Chambre
3. 1693 : Jean de La Bruyère
4. 1696 : Claude Fleury
5. 1723 : Jacques Adam
6. 1736 : Joseph Séguy
7. 1761 : Louis-René-Édouard de Rohan-Guéménée
8. 1803 : Jean Devaines
9. 1803 : Évariste de Parny
10. 1815 : Étienne de Jouy
11. 1847 : Adolphe Simonis Empis
12. 1869 : Auguste Barbier
13. 1882 : Adolphe Perraud
14. 1906 : François-Désiré Mathieu
15. 1910 : Louis Duchesne
16. 1923 : Henri Brémond
17. 1935 : André Bellessort
18. 1946 : René Grousset
19. 1953 : Pierre Gaxotte
20. 1983 : Jacques Soustelle
21. 1992 : Jean-François Deniau
22. 2007 -  2016 : Philippe Beaussant
23. 2018 -  ........ : Barbara Cassin

## Seggio 37
1. 1635 : Daniel Hay du Chastelet
2. 1671 : Jacques-Bénigne Bossuet
3. 1704 : Melchior de Polignac
4. 1741 : Joseph Giry de Saint Cyr
5. 1761 : Charles Batteux
6. 1780 : Antoine-Marin Lemierre
7. 1803 : Félix Julien Jean Bigot de Préameneu
8. 1825 : Mathieu de Montmorency-Laval
9. 1826 : Alexandre Guiraud
10. 1847 : Jean-Jacques Ampère
11. 1865 : Lucien-Anatole Prévost-Paradol
12. 1871 : Camille Rousset
13. 1893 : Paul Thureau-Dangin
14. 1914 : Pierre de La Gorce
15. 1934 : Maurice de Broglie
16. 1961 : Eugène Tisserant
17. 1972 : Jean Daniélou
18. 1975 : Ambroise-Marie Carré
19. 2005 -  2015 : René Girard
20. 2017 -  ........ : Michel Zink

## Seggio 38
1. 1635 : Auger de Moléon Granier
2. 1636 : Balthazar Baro
3. 1650 : Jean Doujat
4. 1688 : Eusèbe Renaudot
5. 1720 : Henri-Emmanuel de Roquette
6. 1725 : Pierre de Pardaillan de Gondrin
7. 1733 : Nicolas-François Dupré de Saint-Maur
8. 1775 : Guillaume-Chrétien de Lamoignon de Malesherbes
9. 1803 : François Andrieux
10. 1833 : Adolphe Thiers
11. 1878 : Henri Martin
12. 1884 : Ferdinand de Lesseps
13. 1896 : Anatole France
14. 1925 : Paul Valéry
15. 1946 : Henri Mondor
16. 1963 : Louis Armand
17. 1972 : Jean-Jacques Gautier
18. 1986 : Jean-Louis Curtis
19. 1996 - 2013 : François Jacob
20. 2014 -  ....... : Marc Lambron

## Seggio 39
1. 1636 : Louis Giry
2. 1666 : Claude Boyer
3. 1698 : Charles-Claude Genest
4. 1720 : Jean-Baptiste Dubos
5. 1742 : Jean-François Du Resnel du Bellay
6. 1761 : Bernard-Joseph Saurin
7. 1782 : Nicolas de Condorcet
8. 1803 : Noël-Gabriel-Luce Villar
9. 1826 : Charles-Marie de Feletz
10. 1850 : Désiré Nisard
11. 1888 : Eugène-Melchior de Vogüé
12. 1911 : Henri de Régnier
13. 1936 : Jacques de Lacretelle
14. 1986 : Bertrand Poirot-Delpech
15. 2008 -  ....... : Jean Clair

## Seggio 40
1. 1639 : Daniel de Priézac
2. 1662 : Michel Le Clerc
3. 1692 : Jacques de Tourreil
4. 1714 : Jean-Roland Malet
5. 1736 : Jean-François Boyer
6. 1755 : Nicolas Thyrel de Boismont
7. 1787 : Claude Carloman de Rulhière
8. 1803 : Pierre Jean Georges Cabanis
9. 1808 : Antoine-Louis-Claude Destutt de Tracy
10. 1836 : François Guizot
11. 1875 : Jean-Baptiste Dumas
12. 1884 : Joseph Louis François Bertrand
13. 1900 : Marcellin Berthelot
14. 1908 : Francis Charmes
15. 1918 : Jules Cambon
16. 1936 : Lucien Lacaze
17. 1956 : Jacques Chastenet
18. 1978 : Georges Dumézil
19. 1988 - 2010 : Pierre-Jean Rémy
20. 2013 -  ....... : Xavier Darcos